# Astrid Kumbernuss
Astrid Kumbernuss (nacida el 5 de febrero de 1970 en Grevesmühlen) es una atleta alemana ya retirada, especializada en lanzamiento de peso y disco. 
Su carrera comenzó en el club de deportes SC Neubrandenburg. Sus mayores logros fueron las medallas de oro en el Campeonato mundial de atletismo de los años 1995, 1997 y 1999, y los Juegos Olímpicos de Atlanta 1996. En 1997, fue condecorada Atleta del año. 
En 1998, dio a luz a su hijo Philip y se retiró de la práctica profesional del atletismo en el año 2005.

## Logros
| Año  | Torneo                           | Lugar                   | Resultado | Evento              |
| ---- | -------------------------------- | ----------------------- | --------- | ------------------- |
| 1990 | Campeonato de Europa             | Split (Yugoslavia)      | 1º        | Lanzamiento de peso |
| 1992 | Campeonato de Europa de Interior | Génova (Italia)         | 3º        | Lanzamiento de peso |
| 1993 | Campeonato del Mundo             | Stuttgart (Alemania)    | 6º        | Lanzamiento de peso |
| 1993 | IAAF / Mobil Grand Prix Final    | Londres (Inglaterra)    | 2º        | Lanzamiento de peso |
| 1994 | Campeonato de Europa             | Helsinki (Finlandia)    | 2º        | Lanzamiento de peso |
| 1994 | Campeonato de Europa de Interior | París (Francia)         | 1º        | Lanzamiento de peso |
| 1994 | IAAF World Cup                   | Londres (Inglaterra)    | 3º        | Lanzamiento de peso |
| 1995 | IAAF / Mobil Grand Prix Final    | Mónaco                  | 1º        | Lanzamiento de peso |
| 1996 | Campeonato de Europa de Interior | Estocolmo (Suecia)      | 1º        | Lanzamiento de peso |
| 1996 | Juegos Olímpicos                 | Atlanta (Georgia)       | 1º        | Lanzamiento de peso |
| 1997 | Campeonato del Mundo de Interior | París (Francia)         | 2º        | Lanzamiento de peso |
| 1997 | Campeonato del Mundo             | Atenas (Grecia)         | 1º        | Lanzamiento de peso |
| 1997 | IAAF Grand Prix Final            | Fukuoka (Japón)         | 1º        | Lanzamiento de peso |
| 1999 | Campeonato del Mundo             | Sevilla (España)        | 1º        | Lanzamiento de peso |
| 1999 | IAAF Grand Prix Final            | Múnich (Alemania)       | 2º        | Lanzamiento de peso |
| 2000 | Campeonato de Europa de Interior | Gante (Bélgica)         | 3º        | Lanzamiento de peso |
| 2000 | Juegos Olímpicos                 | Sídney (Australia)      | 3º        | Lanzamiento de peso |
| 2001 | Campeonato del Mundo             | Edmonton (Canadá)       | 6º        | Lanzamiento de peso |
| 2001 | IAAF Grand Prix Final            | Melbourne (Australia)   | 1º        | Lanzamiento de peso |
| 2002 | Campeonato de Europa             | Múnich (Alemania)       | 4º        | Lanzamiento de peso |
| 2003 | IAAF World Cup in Athletics      | Madrid España           | 3º        | Lanzamiento de peso |
| 2003 | Campeonato del Mundo de Interior | Birmingham (Inglaterra) | 3º        | Lanzamiento de peso |
| 2003 | SPAR European Cup                | Florencia               | 1º        | Lanzamiento de peso |
| 2003 | IAAF World Athletics Final       | Mónaco                  | 4º        | Lanzamiento de peso |

| Predecesora: Svetlana Krivelyova | Campeona Olímpica de lanzamiento de peso Atlanta 1996 | Sucesora: Yanina Korolchik |

- Datos: Q60671